# Companion
Pour plus de détails, voir Fiche technique et Distribution.
Companion ou Compagnon au Québec est un thriller psychologique américain écrit et réalisé par Drew Hancock et sorti en 2025. Il est produit par Zach Cregger, Raphael Margules et J.D. Lifshitz et distribué par Warner Bros. Pictures,.

## Synopsis
Une sortie entre trois couples d'amis le week-end dans une propriété reculée le long d'un lac bascule dans le chaos et la violence, lorsque Iris découvre le terrible secret : elle est le robot sexuel de son compagnon.

## Fiche technique
- Titre original et français : Companion
- Titre québécois : Compagnon
- Réalisation et scénario : Drew Hancock
- Musique : Hrishikesh Hirway
- Décors : Kendall Anderson
- Costumes : Vanessa Porter
- Photographie : Eli Born
- Montage : Brett W. Bachman et Josh Ethier
- Production : Zach Cregger, Roy Lee, Raphael Margules et J. D. Lifshitz
- Sociétés de production :  New Line Cinema, BoulderLight Pictures et Vertigo Entertainment
- Société de distribution : Warner Bros Pictures
- Budget : 10 000 000 $
- Pays de production :  États-Unis
- Langue originale : anglais
- Format : couleur — 2,35:1
- Genre : thriller psychologique, horreur psychologique, science-fiction
- Durée : 97 minutes
- Dates de sortie[4] :
  - France : 29 janvier 2025
  - États-Unis : 31 janvier 2025
- Classification[5] :
  - France : interdit aux moins de 12 ans
  - États-Unis : R

## Distribution
- Sophie Thatcher (VF : Valérie Bescht ; VQ : Célia Gouin-Arsenault) : Iris
- Jack Quaid (VF : Jim Redler ; VQ : Maël Davan-Soulas) : Josh
- Lukas Gage (VF : Romain Altché ; VQ : Joakim Lamoureux) : Patrick
- Megan Suri (en) (VF : Myrddrina Antoni ; VQ : Naïla Louidort) : Kat
- Harvey Guillén (VF : Alan Aubert-Carlin ; VQ : Louis-Julien Durso) : Eli
- Rupert Friend (VF : Grégory Kristoforoff ; VQ : Frédéric Desager) : Sergey
- Jaboukie Young-White (VF : Simon Dartois ; VQ : Nicolas DePassillé-Scott) : Teddy
- Matt McCarthy (VF : Vincent Varinier ; VQ : Tristan Harvey) : Sid
- Marc Menchaca (VF : Nicolas Buchoux ; VQ : Jean-François Beaupré): adjoint Hendrix
- Woody Fu (VF : Stéphane Miquel ; VQ : Xiao Yi Hernan) : Mateo

Source et légende : Version française (VF) sur RS Doublage et carton cinématographique du doublage français. version québécoise (VQ) sur Doublage.qc.ca

## Accueil
Aux États-Unis et au Canada, Companion est sorti en même temps que Dog Man et Valiant One et devait rapporter entre 8 et 10 millions $ dans 3 285 cinémas lors de son premier week-end selon les estimations. Il a rapporté 4 millions $ le premier jour, dont environ 1,7 million $ pour les avant-premières du lundi et du jeudi soir. Il a ensuite rapporté 9,3 millions $ à ses débuts, terminant deuxième derrière Dog Man. Les sondages de sortie ont indiqué que 43 % des spectateurs ont vu le film parce qu'il était annoncé comme un film d'horreur et 26 % ont choisi Thatcher, tandis que les hommes représentaient 51 % du public du week-end d'ouverture, les personnes âgées de 18 à 34 ans représentant 68 %, celles de 24 à 34 ans représentant environ 40 %, et les écrans IMAX et grand format premium contribuant à 34 % (l'IMAX représentant 1,6  million de dollars (17 %) du lancement).
Le film a rapporté 3 millions $ lors de son deuxième week-end et 1,8  million $ lors de son troisième avant de sortir du top 10 du box-office lors de son quatrième week-end,,. Deadline Hollywood a rapporté qu'il devait générer 40 à 50 millions de dollars aux États-Unis pour générer des bénéfices.
En France, le long-métrage démarre à la sixième place du box-office la semaine de sa sortie avec 99 968 entrées. En trois semaines à l'affiche, il totalise 183 357 entrées.